# Digitalis mariana
Digitalis mariana är en grobladsväxtart. Digitalis mariana ingår i släktet fingerborgsblommor, och familjen grobladsväxter.

## Underarter
Arten delas in i följande underarter:
- D. m. heywoodii
- D. m. mariana